# Norge under andra världskriget
Norge under andra världskriget behandlar i första hand perioden 1940–1945, då landet var ockuperat av tyska trupper. Vid krigsutbrottet den 1 september 1939 förklarade sig Norge neutralt. Detta till trots invaderades landet 9 april 1940 av Tyskland, och efter två månaders strider tvingades den norska försvarsmakten lägga ner sina vapen. Den tyska ockupationen av Norge avslutades först i samband med Tysklands kapitulation i andra världskriget den 8 maj 1945.

## Militär beredskap
Norges försvar hade under mellankrigstiden blivit eftersatt. De värnpliktigas grundutbildning i armén omfattade högst 84 dagar, vilket inte utnyttjades fullt ut. Repetitionsövningar förekom ej, vilket innebar att några övningar i större sammansatta fältförband inte kunde utföras. Den lägsta graden av förstärkt beredskap benämndes Neutralitetsvakt och omfattade flottan samt sex reducerade brigader. Full mobilisering skulle kräva kompletterande utbildning och materielanskaffning, vilket skulle ta minst ett halvt år. Flottans fartyg var med få undantag byggda före första världskriget. 

## Neutralitetsskedet
De allierade införde vid krigets början ett blockad av Tyskland. Fartyg till och från Tyskland, till exempel med last av svensk järnmalm från Narvik, kunde dock kringgå denna genom att utnyttja norskt territorialvatten. Även tyska flottans trängfartyg (Westerwald och Altmark) tilläts passera, vilket ledde till Altmarkaffären 16 februari 1940. Brittiska motåtgärder blev att sätta in ubåtar, samt den 8 april 1940 att minera norska territorialvatten, det vill säga dagen före invasionen.
Den norska handelsflottan var med sina fem miljoner bruttoton en av de största i världen. Den kom under kriget att i stor utsträckning tas i anspråk för de allierades räkning. Överenskommelse om detta  nåddes i november 1939. 

## Vinterkriget
Vid Finska vinterkrigets utbrott mobiliserades vissa arméförband i Nordnorge, men Norge förklarade sig strikt neutralt och ingen militär hjälp lämnades. 727 norrmän anmälde sig dock som frivilliga i Svenska frivilligkåren. 
De allierade övervägde att ge Finland militär hjälp genom att skicka förband via Narvik och Sverige, plan R 4. Framställning om detta gjordes den 2 mars 1940. Både Norge och Sverige vägrade gå med på detta. Den svenska regeringen misstänkte att det egentliga syftet var att ockupera malmfälten i Norrland.

## Förvarningarna
- Redan år 1929 utkom en bok skriven av den tyska amiralen Wolfgang Wegener som hävdade att ett framgångsrikt sjökrig mot England krävde tillgång till tyska baser i Norge.
- Den 23 augusti 1939 undertecknades Molotov–Ribbentrop-pakten, en Icke-angreppspakt mellan Tyskland och Sovjetunionen. Pakten berörde inte direkt Norge, men möjliggjorde för Nazityskland att gå till angrepp i väster utan att riskera ett tvåfrontskrig med Sovjetunionen.

- Den 16 februari 1940 inträffade den så kallade Altmarkaffären, innebärande att en brittisk sjöstyrka ingrep mot ett tyska marinen tillhörigt trängfartyg som fraktade brittiska krigsfångar på norskt territorialvatten. Händelsen illustrerade för båda sidors krigförande den norska Neutralitetsvaktens ineffektivitet och ledde till en kapplöpning där den tyska Operation Weserübung  genomfördes kort före den allierades Plan R 4.

## Invasionen

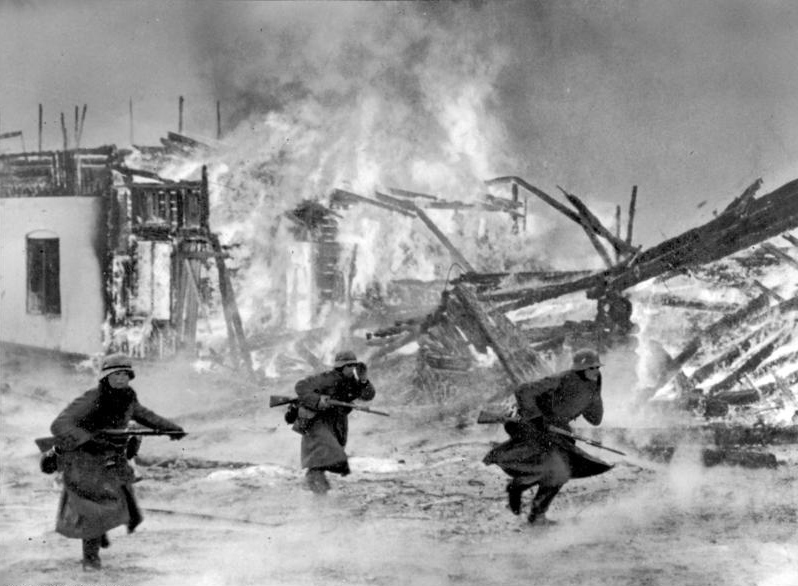
Tyska trupper rycker fram genom en brinnande by 40 km väster om Lillehammer.

Efter midnatt den 9 april 1940 anföll tyskarna hamnstäderna Oslo, Bergen, Trondheim, Narvik och Kristiansand. Klockan 01:30 på natten samlades den norska regeringen till krismöte, och klockan 05:00 anlände den tyske ambassadören med ett ultimatum att acceptera en tysk ockupation av Norge. Den norska regeringen svarade: "Vi gir oss ikke frivillig, kampen er allerede i gang".
Vid invasionen träffades en av Tysklands modernaste kryssare Blücher av norsk kanoneld vid fortet Oscarsborg vid Drøbaksundet i Oslofjorden. Blücher gick till botten och tog med sig över tusen tyska soldater. Salvorna avlossades från två gamla tyska kanoner döpta till "Moses" och "Aron". Sänkningen av Blücher fördröjde ockupationen av Oslo så mycket att kungafamiljen och regeringen kunde lämna Oslo klockan 07:00 och resa norrut till Hamar. Tiden medgav knappast någon mobilisering i södra Norge, men brigaden i norra Norge kunde senare med hjälp av brittiska, franska och polska styrkor återta Narvik. Hegra fästning öster om Trondheim var den fästning som stod emot tyskarna längst. På grund av händelserna på västfronten blev man dock tvungen att ge upp, och kungen och regeringen lämnade Norge den 7 juni och bildade en exilregering i London.

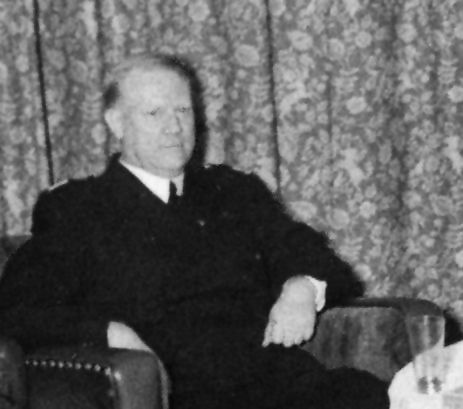
Vidkun Quisling.

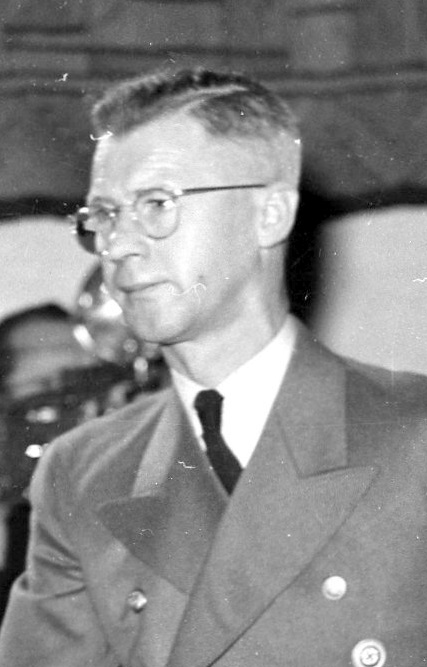
Josef Terboven.

Vid det tyska anfallet grep ledaren för Nasjonal Samling, Vidkun Quisling makten. Av allt att döma improviserade Quisling utan att vara säker på stöd från tysk sida och redan efter någon vecka ersattes han av ett administrationsråd lett av Ingolf Christensen. Till norsk rikskommissarie utnämndes Josef Terboven. Den 1 februari 1942 utnämndes Quisling, genom statsakten på Akershus, till ministerpresident, dock utan reell makt.

## Ockupationen
Den tyska ockupationen av Norge var mindre våldsam än i andra länder, framförallt i jämförelse med det ockuperade Östeuropa.
Under kriget uppkom en väpnad motståndsrörelse. Där ingick Milorg vilken utförde sabotageoperationer med hjälp av vapen nedsläppta i fallskärm från brittiska flygplan. Bland annat sprängdes Norsk Hydros produktionsanläggning för tungt vatten i Vemork vid Rjukan i Telemark - den så kallade tungtvannsaksjonen. Vid Tysklands kapitulation den 7 maj 1945 fanns 372 000 tyska soldater i landet.
Under ockupationen fängslades 35 000 personer och 1 400 personer dog i koncentrationsläger. Hirdmännen (norska nazister) organiserade deportering av 770 av Norges 2100 judar, i huvudsak under 1942, varav 741 avrättades i koncentrationsläger.
Den vanliga människans liv under ockupationen kännetecknades av varubrist, svarta börsen och ransoneringar. Norrmännen fick bristsjukdomar men tack vare hjälp från Danmark och Sverige klarade sig befolkningen tämligen bra. Under kriget beräknades den genomsnittliga energiförbrukningen per dag till 2 700 kcal per person. I Danmark var den 3 100 kcal, medan den i Norge var 2  000 kcal och i det ockuperade Östeuropa 500 kcal per dag eller mindre.
Tyskland försökte förbättra relationerna mellan de tyska soldaterna och norrmännen genom att anspela på en gemensam kultur och historia. Den tyska krigsmakten etablerade ett eget förlag i Oslo som gav ut böcker om Norges kulturarv för att informera sina styrkor, och uppmuntra dessa att odla relationer med befolkningen. SS vetenskapliga institut "Ahnenerbe", lett av Heinrich Himmler, utförde också expeditioner i Norge för att dokumentera stavkyrkor, runstenar, gammal allmogekultur och andra kulturuttryck som man trodde sig kunna använda för att stärka den tyska identiteten och den nationella sammanhållningen. Dessutom gjordes försök att nazifiera kultursektorn i propagandasyfte, utan större framgång.

## Efter ockupationen
Efter kriget anklagades 92 000 personer för att ha gett tyskarna bistånd. 25 000 personer fick böter, 20 000 dömdes till fängelsestraff och 25 personer avrättades trots att dödsstraffet även i krigstid var avskaffat.
Av de kvinnor som haft umgänge med tyska soldater fängslades 14 000. 5 000 tvingades utan rättegång till tvångsarbete i ett och ett halvt år. Många av de cirka 10 000 barn som var resultatet av dessa förbindelser ("tyskerunger") utsattes under hela sin uppväxt för övergrepp.
Efter kriget användes tyska krigsfångar för minröjning. Fram till 29 augusti 1945 hade 275 av dessa minröjare registrerats som dödade och 392 sårade. På tyska påpekanden att det enligt artikel 32 i Genèvekonventionen var förbjudet att använda krigsfångar för farliga eller på annat vis skadliga arbetsuppgifter svarade det norska överkommandot att tyskarna ej var krigsfångar utan var "avväpnade styrkor som kapitulerat villkorslöst" och därmed ej var skyddade av internationell lag. Många av de tyska dödsfallen orsakades då de engelska fångvaktarna jagade ut tyska minröjare över röjda fält för att säkerställa att inga minor fanns kvar.